# Apama de Mégalopolis
Pour les articles homonymes, voir Apama.
Apama de Mégalopolis est une citoyenne mégalopolitaine d'origine macédonienne, reine d'Athamanie à la fin du IIIe siècle et au début du IIe siècle av. J.-C. Elle est la fille d'Alexandre de Mégalopolis et la sœur de Philippe de Magélopolis, deux proches du roi séleucide Antiochos III et prétendant au trône de Macédoine. Sa vie est très mal connue.

## Biographie
C'est certainement dans les années qui suivent la première guerre de Macédoine qu'elle épouse Amynandros d'Athamanie, roi d'une population épirote du massif du Pinde. Son frère Philippe est chargé de gouverner l'île de Zakynthos pour le compte du roi athamane. La famille d'Apama prétendant descendre d'Alexandre le Grand, ce mariage permettait à la fois à Amynandros de s'assurer une descendance argéade et à Alexandre de Mégalopolis de s'associer à un roi grec hostile à Philippe V de Macédoine. D'après Tite-Live ce mariage royal l'aurait rendue célèbre. Bien que Tite-Live et Appien raillent la parenté revendiquée de sa famille avec les Argéades, le mariage d'Apama de Mégalopolis avec Amynandros d'Athamanie, la confiance accordée par Antiochos III à Philippe de Mégalopolis lors de sa guerre contre Rome et Philippe V et une inscription des Déliens accordant à Alexandre de Mégalopolis la reconnaissance de sa parenté, prouvent que la prétention ne paraissait à l'époque pas si ridicule.   
Entre 191 et 189 av. notre ère, la conquête de l'Athamanie par Philippe V de Macédoine la pousse a s'exiler avec son mari et leurs enfants dans la cité d'Ambracie, alors membre de la confédération étolienne. Elle retourne probablement en Athamanie avec son mari dès 189. 
Elle est peut-être la mère de Galaistès, seul enfant connu d'Amynandros.    